# Nachrichtenportal
Ein Nachrichtenportal (auch Newsportal und Nachrichtenwebsite, seltener und etwas mehrdeutig auch Internet-Zeitung oder Online-Zeitung) ist eine Website, die im Internet journalistische Nachrichten veröffentlicht. Häufig stehen Nachrichtenportale in Verbindung zu einer Printzeitung oder einem Nachrichtensender, haben jedoch meist eine eigenständige Redaktion; manche Beiträge erscheinen dann nur in einer der beiden Erscheinungsformen oder in unterschiedlichen Versionen.
Im Gegensatz zu Printmedien sind Onlinemedien wie Nachrichtenportale in der Lage, ihre Beiträge durch multimediale Inhalte (z. B. Video- und Audiobeiträge) zu ergänzen. Hinzu kommen verschiedene interaktive Möglichkeiten wie Durchsuchbarkeit und Kommentierbarkeit (siehe: Kommentarbereich), aber auch Techniken zur internen und externen Vernetzung von Artikeln sowie permanente Aktualisierbarkeit. 
Weitere Vorteile sind, dass Nachrichtenportale mit regional begrenztem Inhalt im Gegensatz zur gedruckten Ausgabe keiner Beschränkung der Auflage unterliegen und weltweit abrufbar sind.
Einige Geschäftsmodelle basieren auf der Installation einer Paywall, wodurch die Inhalte oder Teile davon nur kostenpflichtig zugänglich sind.

## Geschichte
Am 25. Oktober 1994 ging Der Spiegel als weltweit erstes Nachrichtenmagazin als Spiegel Online online. Zunächst konnte man als Leser auf der Seite noch keine Nachrichten vorfinden, lediglich Kontaktmöglichkeiten und einige wenige Inhalte. Einen Tag später folgte das Time Magazine. Als erstes reine Online-Nachrichtenportal, das nicht mit einem Printmedium verbunden ist, ging am 1. Februar 2000 das lokale Nachrichtenportal ka-news in Karlsruhe online. Im November 2000 folgte die Netzeitung als erste bundesweit erscheinende reine Online-Zeitung, sie erschien bis 2009.
In der Schweiz gehören Infosperber (2011), Watson (2014) und Nau (2017) zu den bekanntesten reinen Nachrichtenportalen.
Im Jahr 2012 führte die tageszeitung (taz) die Internetwochenzeitung Kontext: Wochenzeitung ein, die mittlerweile auch als Printbeilage der Sonntaz erscheint. Die als unmittelbare Antwort entstandene einund20 wurde hingegen im Oktober 2012 eingestellt.

## Beispiele
Reichweitenstarke Nachrichtenportale in Deutschland sind:
- Bild.de
- Der Spiegel
- Zeit Online
- T-Online.de
- FAZ.NET
- heute.de
- Welt Online